# Paratoxodera pluto
Paratoxodera pluto es una especie de mantis de la familia Toxoderidae.

## Distribución geográfica
Se encuentra en Malasia y Sumatra.